# Sándor Kányádi
Dans le nom hongrois Kányádi Sándor, le nom de famille précède le prénom, mais cet article utilise l’ordre habituel en français Sándor Kányádi, où le prénom précède le nom.
Sándor Kányádi, né le 10 mai 1929 à Porumbeni (Transylvanie) en Roumanie et mort le 20 juin 2018 à Budapest en Hongrie, est un poète et traducteur roumain d'expression hongroise.

## Distinctions
- Prix Kossuth (1993)